# Wilchwy
Wilchwy – część miasta i jednostka pomocnicza gminy (dzielnica) Wodzisławia Śląskiego. 
Na jej terenie znajduje się zamknięta Kopalnia Węgla Kamiennego 1 Maja oraz przylegające do niej górnicze Osiedle 1 Maja. Dzielnica ma charakter podmiejski z zabudową wielorodzinną i jednorodzinną. W skład obecnej dzielnicy wchodzą: Wilchwy, Pustki, Zamysłów, Praga Mała, Sakandrzok, Sowiniec oraz część historycznego Wodzisławia z Grodziskiem. Dzielnica liczy ponad 6500 mieszkańców.

## Nazwa
Według niemieckiego językoznawcy Heinricha Adamy’ego nazwa miejscowości wywodzi się od polskiej nazwy drapieżnika wilka. W swoim dziele o nazwach miejscowości na Śląsku wydanym w 1888 roku we Wrocławiu wymienia on najwcześniejszą nazwę wsi jako Wilcza podając jej znaczenie Wolfsdorf, czyli po polsku Wieś wilków. Nazwa wsi została później fonetycznie zgermanizowana na Wilchwa i utraciła swoje pierwotne znaczenie.

## Historia Wilchw
Pierwsza wzmianka o wsi pochodzi z 1300 roku. Według kroniki Henkego wieś Wilchwy (niem. Wilchwa), położone były o ćwierć mili na wschód od miasta Wodzisław. Były one majątkiem komory pana stanowego i miały w XVII wieku 19 majątków chłopskich, w tym 18 pełnych, 2 połowiczne, 21 zagrodników i chałupników, zobowiązanych do robót i czynszu. W 1816 roku dominium zabrało 6 gospodarstw chłopskich, a ich pola dodało do folwarku dominialnego, zbudowanego w późniejszym okresie. Całkowity areał pański oraz chłopski wynosił 3000 mórg. Liczba mieszkańców w 1783 roku wynosiła 181, natomiast w 1829 wynosiła 304 mieszkańców w 52 domach, zaś w roku 1861 Wilchwy miały 449 mieszkańców. Pieczęć wsi przedstawia skaczącego kozła, nad którym unosi się gwiazda. Mieszkańcy tej wsi należeli do parafii w Wodzisławiu, a także dzieci z tej wsi uczęszczały do Wodzisławskiej szkoły. Pierwszą szkołę utworzono na Wilchwach w 1876 roku. W okresie międzywojennym Wilchwy (Wilchwa) należały do Polski. W czasie okupacji Gestapo ulokowało swą wodzisławską siedzibę w miejscu, gdzie obecnie mieści się zajazd „Cyganek”. W roku 1950 podjęto decyzję o budowie KWK „1 Maja”. W 1951 rozpoczęto budowę kościoła na Wilchwach. W 1954 utworzono gromadę Wilchwy, do której włączono pobliski Zamysłów. W 1955 roku oddano do użytku połączenie kolejowe z Wodzisławia na KWK 1 Maja. W latach 60. wybudowano przykopalniane osiedle mieszkaniowe, któremu nadano imię „osiedle 1 Maja”. Od 1 stycznia 1946 roku włączona zostaje do gminy wiejskiej Wodzisław Śląski do kiedy gmina została zniesiona 29 września 1954 roku. W 1972 gromada Wilchwy zostaje włączona jako jedna z dzielnic Wodzisławia.
W latach 1954–1972 były siedzibą Gromady Wilchwy. 

## Osoby
W Wilchwach w 1917 r. urodził się Konrad Hejna, żołnierz 2. Korpusu Polskiego, kawaler Orderu Virtuti Militari.

## Rada dzielnicy
- Mariusz Blazy – przewodniczący Rady Dzielnicy
- Ilona Bazgier – przewodnicząca Zarządu Dzielnicy

## Służba zdrowia
- Wojewódzki Szpital Chorób Płuc im. dr Alojzego Pawelca ul. Bracka (dawne Sanatorium Przeciwgruźlicze)

## Edukacja

### Szkoły podstawowe i gimnazja
- Zespół Szkolno-Przedszkolny nr 2 ,SP nr 8, Publiczne Przedszkole nr 8,
- Zespół Szkół nr 1 (Sp 9 i dawne Gimnazjum nr 4)

### Szkoły wyższe
- Wydział Zamiejscowy Akademii Humanistyczno-Ekonomicznej w Łodzi (strona Wydziału)

## Sport
- KS Wicher Wilchwy
- Kąpielisko „Balaton”
- Kryta pływalnia
- TKKF „Balaton”

## Religia
W dzielnicy znajdują się dwie parafie katolickie Parafia Matki Bożej Częstochowskiej w Wodzisławiu Śląskim i Parafia św. Wawrzyńca w Wodzisławiu Śląskim.

## Ulice
- Batalionów Chłopskich
- Bracka
- Brzozowa
- Czarnieckiego
- Dolinna
- Jabłoniowa
- Jastrzębska
- Jodłowa
- Kolbego
- Kopernika
- Korczaka
- Kwiatowa
- Lipowa
- Ładna
- Modrzewiowa
- Mszańska
- Odrodzenia
- os. 1 Maja
- Piaskowa
- Połomska
- Rodzinna
- Romantyczna
- Skrzyszowska
- Sobótki
- Syrokomli
- Szczęśliwa
- Sąsiedzka
- Świętego Wawrzyńca (dawna Armii Ludowej)
- Teligi
- Tęczowa
- Topolowa
- Turska

## Galeria

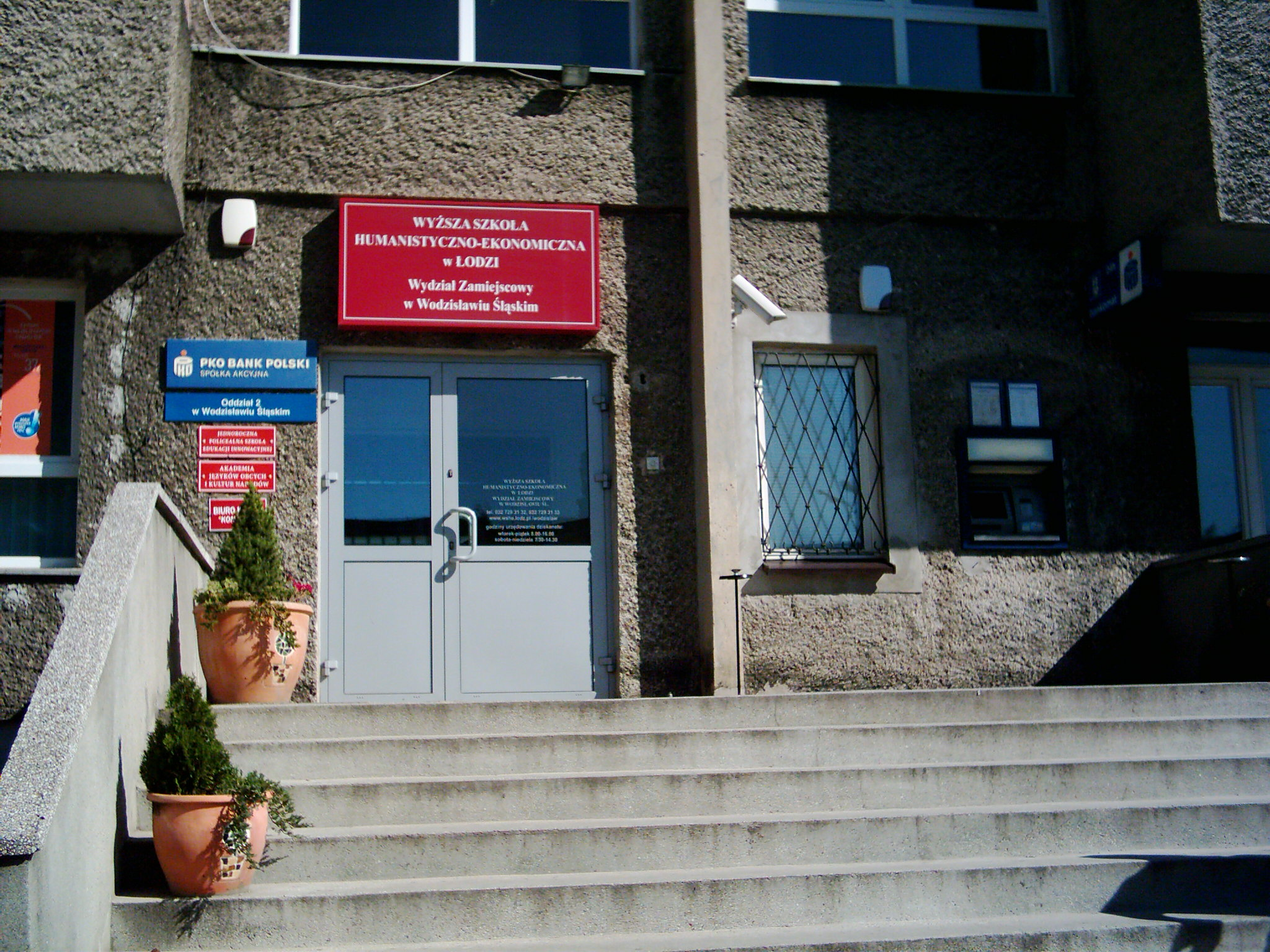
Wydział Zamiejscowy WSHE w Wodzisławiu
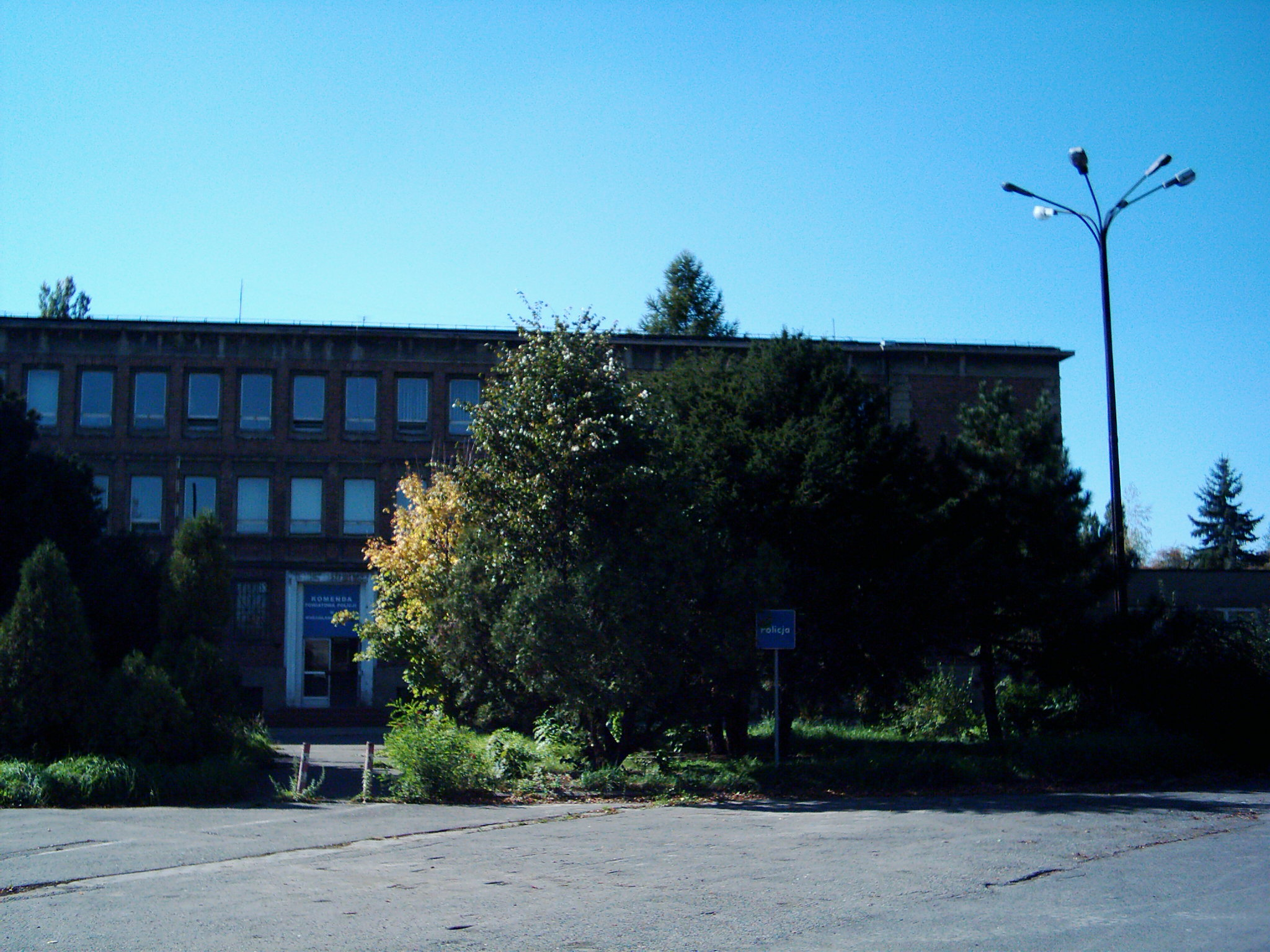
była (już przeniesiona) Komenda Powiatowa Policji w Wodzisławiu
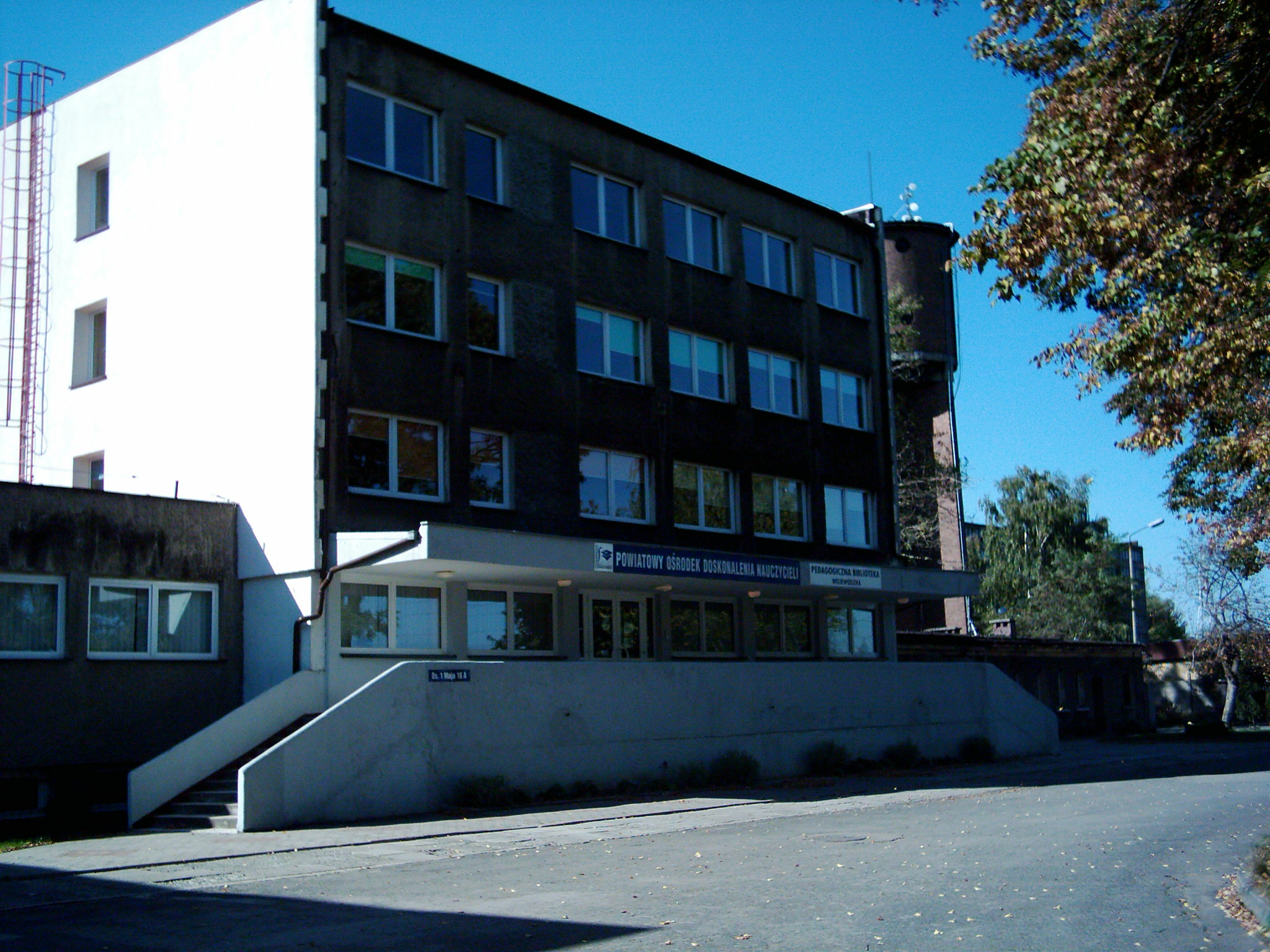
Wojewódzka Biblioteka Pedagogiczna oraz Powiatowy Ośrodek Doskonalenia Nauczycieli w Wodzisławiu